# 魯道夫·哈布斯堡-洛林
魯道夫·哈布斯堡-洛林（德語：Rudolph Habsburg-Lothringen，1919年9月5日—2010年5月15日），奧地利末代皇帝卡爾一世的幼子。

## 家庭
1953年，魯道夫與謝妮亞·捷爾尼切夫-比索布拉索夫結婚，兩人共有3子1女：
1. 瑪麗亞·安娜（Maria Anna，1954年出生）
2. 卡爾（Karl，1955年出生）
3. 西美昂（英语：Simeon von Habsburg）（1958年出生）
4. 約翰尼斯（Johannes，1962年—1975年），早逝

謝妮亞於1968年去世。1971年，魯道夫與安娜·加布里埃爾（Anna Gabriele）結婚，兩人的獨女卡塔里娜-瑪麗亞（Catharina-Maria）於隔年出生。